# Indian Ocean Island Games 2003/Fußball
Bei den 6. Indian Ocean Island Games 2003 (französisch Jeux des Iles de l’Océan Indien) wurde in Mauritius ein Turnier im Fußball der Männer ausgetragen. An dem Wettbewerb nahmen fünf Mannschaften teil, der Gastgeber Mauritius konnte das Turnier mit einem Finalsieg über den Titelverteidiger aus Réunion für sich entscheiden. Ursprünglich sollte das Turnier in Moroni auf den Komoren stattfinden.

## Gruppenphase

### Gruppe A
| Pl. | Land       | Sp. | S | U | N | Tore    | Diff. | Punkte |
| --- | ---------- | --- | - | - | - | ------- | ----- | ------ |
| 1.  | Mauritius  | 2   | 1 | 1 | 0 | 003:100 | +2    | 04     |
| 2.  | Seychellen | 2   | 0 | 2 | 0 | 001:100 | ±0    | 02     |
| 3.  | Madagaskar | 2   | 0 | 1 | 1 | 002:400 | −2    | 01     |

|               |   |            |     |
| 28. Aug. 2003 |   |            |     |
| Seychellen    | – | Madagaskar | 1:1 |
| 30. Aug. 2003 |   |            |     |
| Mauritius     | – | Madagaskar | 3:1 |
| 2. Sept. 2003 |   |            |     |
| Mauritius     | – | Seychellen | 0:0 |

### Gruppe B
| Pl. | Land    | Sp. | S | U | N | Tore    | Diff. | Punkte |
| --- | ------- | --- | - | - | - | ------- | ----- | ------ |
| 1.  | Réunion | 2   | 2 | 0 | 0 | 005:000 | +5    | 06     |
| 2.  | Komoren | 2   | 0 | 0 | 2 | 000:500 | −5    | 0      |

|               |   |         |     |
| 30. Aug. 2003 |   |         |     |
| Réunion       | – | Komoren | 1:0 |
| 2. Sept. 2003 |   |         |     |
| Komoren       | – | Réunion | 0:4 |

## Finalrunde

### Halbfinale
|               |   |            |     |
| 4. Sept. 2003 |   |            |     |
| Mauritius     | – | Komoren    | 5:0 |
| Réunion       | – | Seychellen | 1:0 |

### Spiel um Platz 3
|               |   |         |     |
| 6. Sept. 2003 |   |         |     |
| Seychellen    | – | Komoren | 2:0 |

### Finale
|               |   |         |     |
| 6. Sept. 2003 |   |         |     |
| Mauritius     | – | Réunion | 2:1 |